# كريس موريس (لاعب كريكت)
كريس موريس (30 أبريل 1987 في جنوب أفريقيا - ) (بالإنجليزية: Chris Morris)‏ هو لاعب كريكت جنوب أفريقي. شارك مع منتخب جنوب أفريقيا الوطني للكريكت. أما مع النوادي، فقد لعب مع راجستان رويالز وتشيناي سوبر كينغز ونادي مقاطعة سري للكريكت ‏ وImperial Lions ‏ وNorth West (cricket team) ‏ ودلهي كابيتالز.

## وصلات خارجية
- كريس موريس على موقع إي آس بي آن كريك إنفو (الإنجليزية)